# Kamala Harris

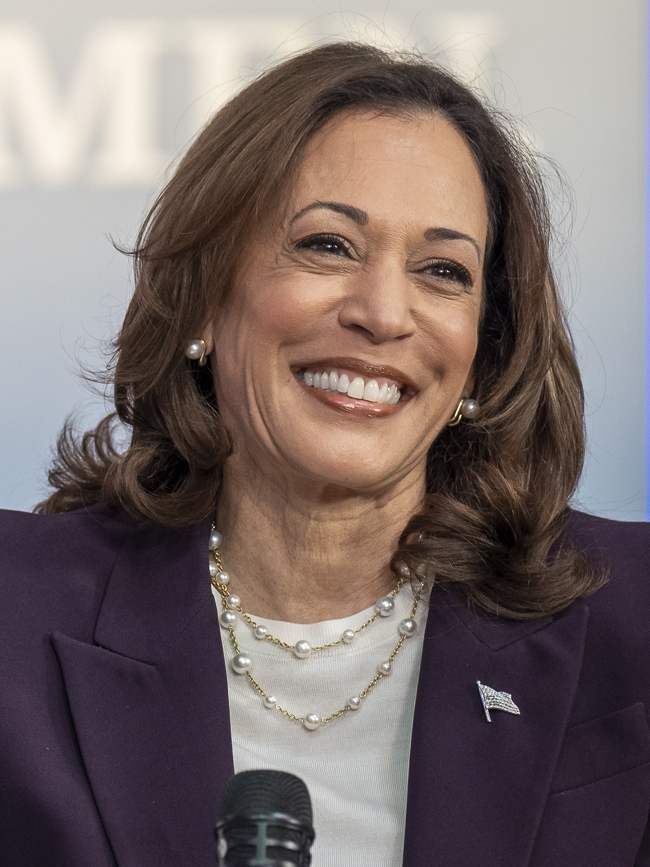
Kamala Harris (2024)

Kamala Devi Harris (* 20. Oktober 1964 in Oakland, Kalifornien; Aussprache des Vornamens: [ˈkɑːməla] ⓘ) ist eine US-amerikanische Juristin und Politikerin der Demokratischen Partei und war von 2021 bis 2025 die Vizepräsidentin der Vereinigten Staaten.
Als Joe Bidens Running Mate bei der Präsidentschaftswahl 2020 wurde sie die 49. Person in diesem Amt. Sie ist die erste Frau sowie die erste afroamerikanische und asiatisch-amerikanische Person in dieser Position und die ranghöchste Frau in der Geschichte der Vereinigten Staaten.
Von 2011 bis 2017 war die Juristin Attorney General von Kalifornien. Von 2017 bis 2021 vertrat sie den Bundesstaat im Senat der Vereinigten Staaten. Im Juli 2024 kündigte sie, nachdem US-Präsident Biden seine Kandidatur für die Präsidentschaftswahl 2024 zurückzog und sich für Harris aussprach, ihre Kandidatur für das höchste politische Amt an. Als Kandidatin der Demokratischen Partei verlor sie die Wahl gegen Donald Trump, der sich als Kandidat der Republikaner für eine zweite Amtszeit beworben hatte.

## Werdegang

### Herkunft und Kindheit
Kamala Harris wurde 1964 in Oakland geboren. Sie ist die Tochter von Shyamala Gopalan (1938–2009), einer tamilischen Brustkrebsforscherin, die 1960 aus dem indischen Chennai in die Vereinigten Staaten emigrierte. Ihr Vater ist Donald J. Harris (* 1938), ein aus Jamaika stammender afrokaribischer Wirtschaftswissenschaftler mit teils irischen Vorfahren; die Eltern heirateten 1963. Ihr Großvater mütterlicherseits, P. V. Gopalan (1911–1998), war Beamter der indischen Bundesregierung.
Die Familie lebte in Berkeley in der San Francisco Bay Area, bis sie 1966, um Kamalas zweiten Geburtstag, in den Mittleren Westen umzog, wo ihre Eltern Lehr- und Forschungspositionen an Universitäten in Urbana und Evanston, Illinois und Madison, Wisconsin innehatten. In Urbana wurde 1967 ihre Schwester Maya geboren.
1970 war die Ehe der Eltern gescheitert, und die Mutter zog mit ihren beiden Töchtern zurück nach Berkeley; das Paar ließ sich scheiden, als Kamala sieben Jahre alt war. An Wochenenden besuchten die Schwestern ihren Vater in Palo Alto, der als Wirtschaftsprofessor an der Stanford University unterrichtete. Harris erklärte in einem Interview: „Die Kinder in der Nachbarschaft durften nicht mit uns spielen, weil wir schwarz waren.“
Ihre Mutter machte sie mit dem Hinduismus vertraut. Sie besuchte mit ihren Töchtern regelmäßig Hindutempel sowie ihre Heimatstadt Chennai und führte sie in die indische Mythologie ein. Kamala wuchs dann bis zu ihrem zwölften Lebensjahr in Kalifornien auf und siedelte danach wegen der Arbeit der Mutter, die einen Lehr- und Forschungsauftrag an der McGill University hatte, mit ihr und ihrer Schwester nach Montreal in Kanada um.

### Ausbildung

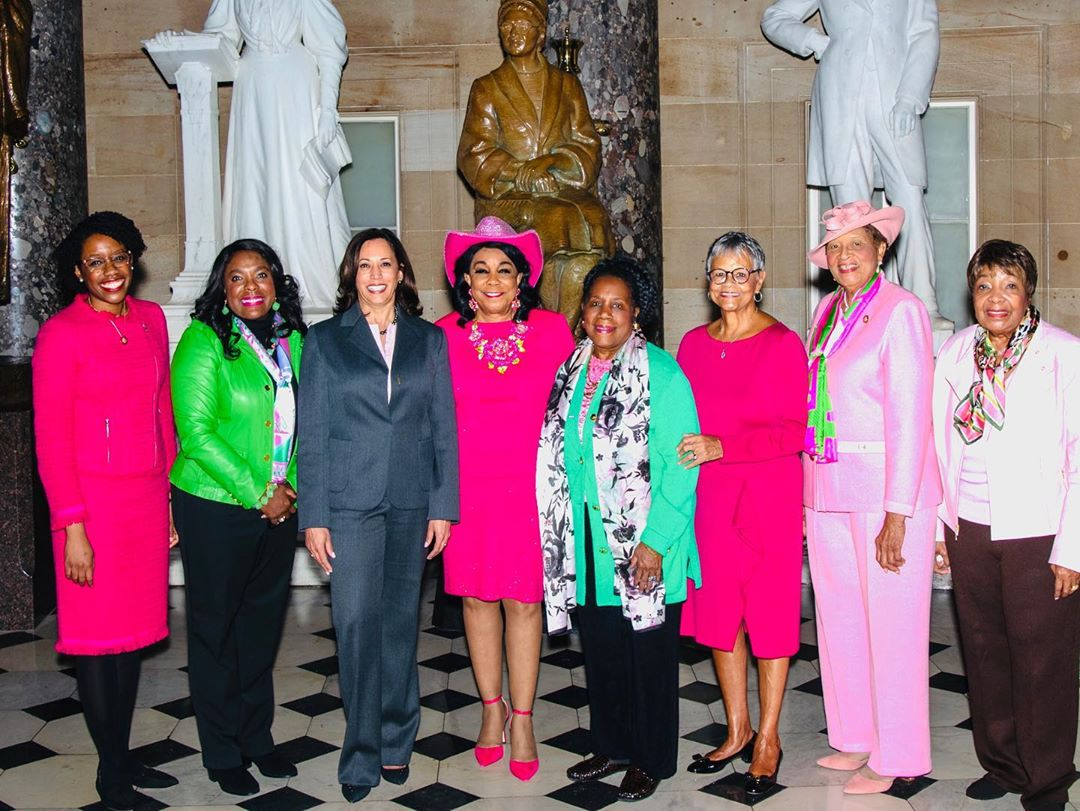
Mitglieder der AKA-Schwesternschaft mit Kamala Harris (3. von links)

In Montreal besuchte Harris bis 1981 die englischsprachige Westmount High School und dann bis 1982 das ebenfalls englischsprachige Vanier College. Im Anschluss studierte sie an der traditionell einen hohen Anteil an afroamerikanischen Studenten aufweisenden Howard University in Washington, D.C., Politik- und Wirtschaftswissenschaft. Dort wurde sie Mitglied der historisch ersten afroamerikanischen Sorority Alpha Kappa Alpha.
Nach dem Bachelorabschluss 1986 kehrte sie nach Kalifornien zurück, nahm am University of California, Hastings College of the Law ein rechtswissenschaftliches Studium auf und schloss 1989 mit dem Grad Juris Doctor ab.

### Anfänge als Juristin
1990 erhielt sie ihre Zulassung als Anwältin. Von 1990 bis 1998 war sie Assistentin des District Attorneys von Alameda County. Schwerpunkt ihrer Tätigkeit dort war die Verfolgung von Sexualverbrechen an Kindern. Im Anschluss arbeitete sie für zwei Jahre im Büro des Bezirksstaatsanwalts von San Francisco, wo sie Vorgesetzte von fünf Anwälten in der Abteilung für schwere Kriminalität war. Im Jahr 2000 wechselte sie in das Büro des Stadtanwalts von San Francisco, wo sie der Abteilung für Familien- und Kinderdienste vorstand, die sich mit Fällen von Kindesmissbrauch und Vernachlässigung befasst.
2003 kandidierte sie für die Demokratische Partei als Bezirksstaatsanwältin in San Francisco und besiegte den Amtsinhaber Terence Hallinan. 2007 gelang ihr die einstimmige Wiederwahl. Sowohl parteiintern als auch von Seiten der Republikaner gab es keine Konkurrenz. In dieser Funktion war sie maßgeblich an der Entwicklung eines Präventionsprogramms gegen den Rückfall von Kriminellen beteiligt. Dieses Programm fand auch auf bundesstaatlicher Ebene Zustimmung, so dass die State Legislature ein Gesetz beschloss, das Gouverneur Arnold Schwarzenegger unterzeichnete.
Wegen eines 2005 in Kalifornien erlassenen Gesetzes entwickelte sie einen mehrstufigen Plan gegen Schulverweigerung, der auch Geld- oder Haftstrafen gegen die Eltern von Schulschwänzern vorsah. In San Francisco wurden deshalb aber keine Haftstrafen verhängt. Während ihrer Kampagne zur Wahl des Generalstaatsanwalts von Kalifornien setzte sie sich für eine Verschärfung des Gesetzes ein und unterstützte eine entsprechende Gesetzesvorlage. 2004 plädierte Harris beim ersten seit vielen Jahren in San Francisco begangenen Polizistenmord nicht für die Todesstrafe, sondern für lebenslange Haft des Täters, was die demokratische Senatorin Dianne Feinstein heftig kritisierte.

### Attorney General von Kalifornien

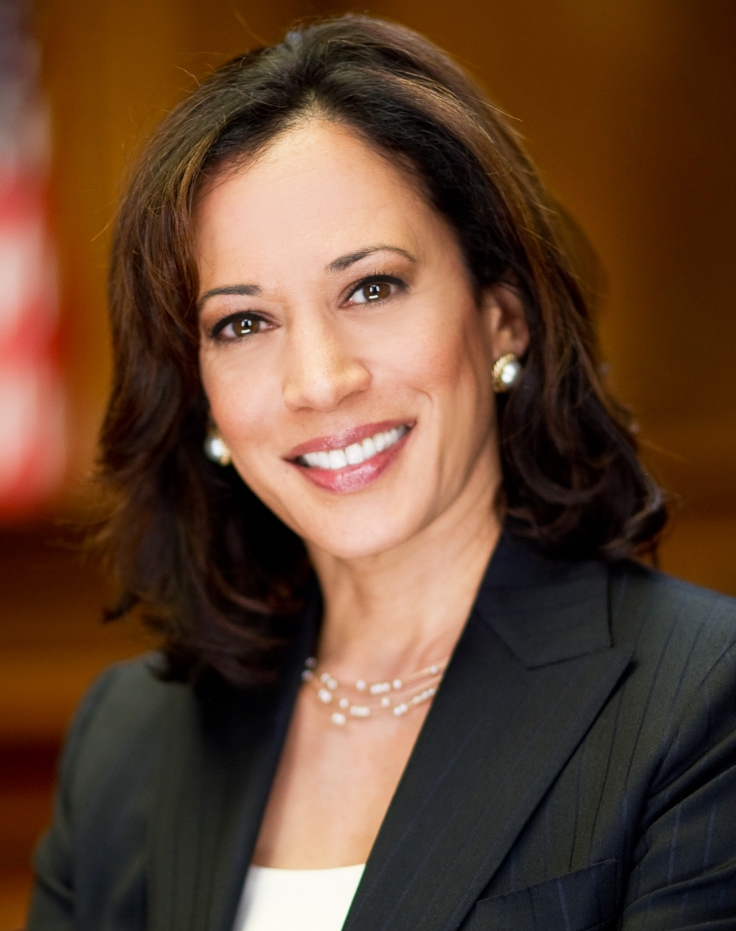
Offizielles Porträt von Harris als Attorney General, 2010

Für die Wahl des Attorney General im Jahr 2010 galt Harris als Favoritin, nachdem der Amtsinhaber Jerry Brown erklärt hatte, nicht mehr antreten zu wollen und stattdessen das Amt des Gouverneurs anzustreben. Bei den parteiinternen Vorwahlen im Juni des Jahres setzte sich Harris gegen sechs weitere Bewerber durch. Bei der Wahl des Attorney General am 2. November 2010 siegte sie unter schlechten landesweiten Bedingungen für ihre Partei über den Republikaner Steve Cooley knapp (46,1 gegen 45,3 Prozent der Stimmen).
Im Januar 2011 trat sie ihr neues Amt als Attorney General an. Auf diesem Posten hatte sie in erster Linie die Funktion einer Generalstaatsanwältin, übernahm jedoch auch Aufgaben einer Justizministerin. Ferner beriet sie die Regierung des Bundesstaates, der sie selbst angehörte, in Rechtsfragen. Harris war sowohl die erste Frau in diesem Amt als auch die erste Person mit afroamerikanischem und indischem Hintergrund. Als Attorney General trat sie wie auch Gouverneur Brown für eine stärkere Kontrolle von Waffen und die Gleichstellung gleichgeschlechtlicher Ehen ein. Sie sprach sich außerdem gegen die Todesstrafe aus. Im Dezember 2011 unterschrieb sie zusammen mit den Attorney Generals von New York und Mississippi ein Amicus Brief an den Supreme Court mit der Empfehlung, die im Voting Rights Act festgelegten bundesstaatlichen Kontrollrechte für die Registrierung von Wählern in Counties mit einer Geschichte von Rassendiskriminierung aufrechtzuerhalten, gegen die das Shelby County in Alabama geklagt hatte. Der Supreme Court verwarf in seinem Urteil (Shelby County v. Holder) die bundesstaatlichen Eingriffsrechte als teilweise verfassungswidrig.
Sie unterstützte mehrere neue Gesetze zur Bekämpfung von Schulverweigerung, die auch das rechtliche Vorgehen gegen die Eltern von Verweigerern verschärften. Aufgrund der Gesetze wurden mehrere Haftstrafen verhängt. 2019 distanzierte sie sich von dem Gesetz und bedauerte seine Folgen; FactCheck.org, ein Projekt der Annenberg School for Communication, beurteilte diese Distanzierung als unglaubwürdig. Im Vorfeld der Wahl des Attorney General im Jahr 2014 entschied sie die Vorwahlen ohne Probleme für sich. Bei der eigentlichen Wahl im November 2014 wurde sie gegen den Republikaner Ronald Gold mit 57,5 Prozent bestätigt. Sie besiegte damit wie auch bei der zeitgleich erfolgten Wiederwahl von Gouverneur Jerry Brown und Vizegouverneur Gavin Newsom ihren republikanischen Kontrahenten mit einer deutlichen Mehrheit. Im Januar 2015 begann ihre zweite Amtszeit von vier Jahren.

Obwohl ausgesprochene Gegnerin der Todesstrafe – dies bekräftigte sie 2004 bei ihrer Kandidatur zum District Attorney im liberalen San Francisco –, ließ sie im Fall des 1983 zum Tod verurteilten Kevin Cooper keine Wiederaufnahme des Verfahrens aufgrund neuer DNA-Beweise zu, eine Entscheidung, von der sie sich 2018 nach Ablauf ihrer Amtszeit als Attorney General öffentlich distanzierte. 2015 legte sie Berufung gegen das Urteil eines Bundesrichters ein, das die jahrzehntelange Inhaftierung eines Todeskandidaten als „grausame und ungewöhnliche“ Strafe bezeichnete und die Todesstrafe für verfassungswidrig erklärte.

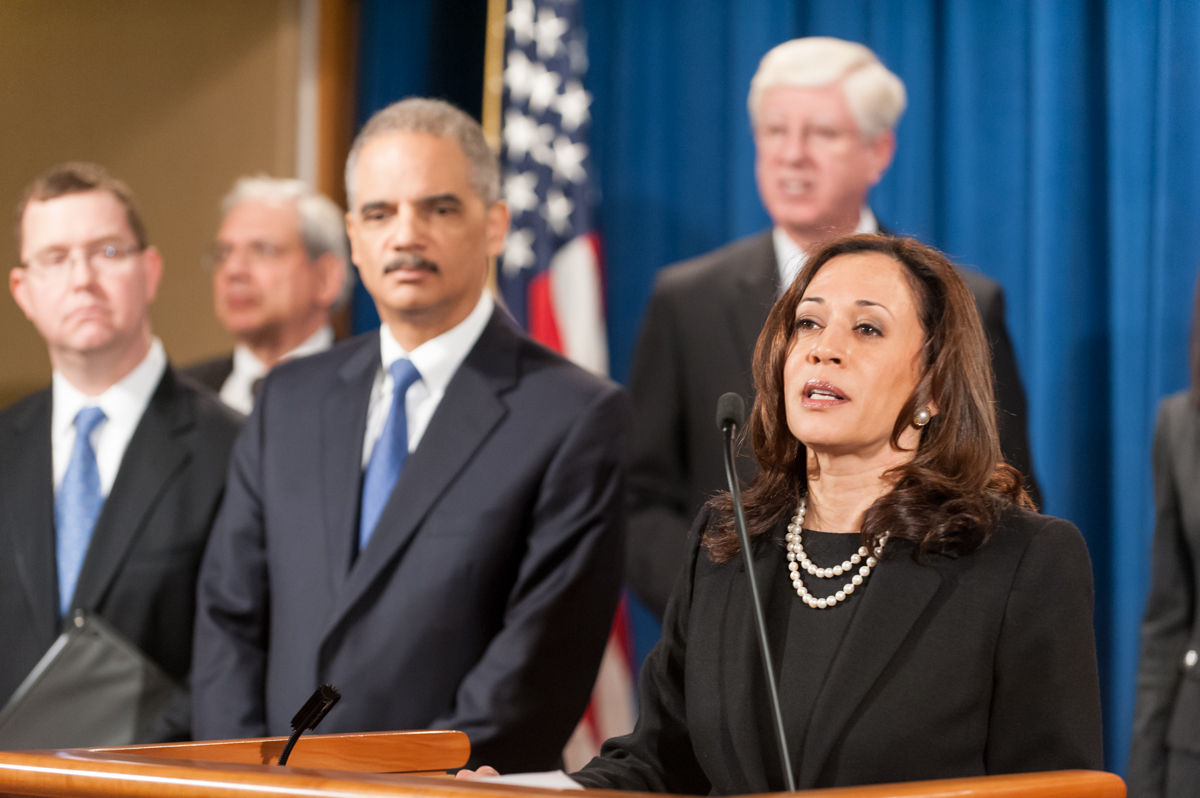
Kamala Harris, 2013; neben ihr der damalige US-Justizminister Eric Holder

Nach dem im September 2014 angekündigten Rücktritt von US-Justizminister Eric Holder wurde Harris in den Medien als mögliche Nachfolgerin gehandelt. Präsident Barack Obama entschied sich letztlich aber für Loretta Lynch.

### Senatskandidatur 2016
Im Januar 2015 kündigte Harris an, sich um die Nachfolge der nicht mehr kandidierenden Barbara Boxer im US-Senat bei der Wahl im November 2016 bewerben zu wollen. Über eine Kandidatur Harris’ für ein höheres politisches Amt war bereits seit mehreren Monaten in den US-Medien spekuliert worden. Neben einer Senatsbewerbung wurde auch über eine Kandidatur für den Gouverneursposten gemutmaßt. Noch am Tag der Bekanntgabe ihrer Bewerbung erklärte Vizegouverneur Gavin Newsom seine Unterstützung für Harris. Im Februar 2015 erklärte Newsom, bei den Wahlen 2018 als Gouverneur antreten zu wollen, was von Harris befürwortet wurde.
Auch die prominente Senatorin Elizabeth Warren kündigte an, Harris bei ihrer Senatskandidatur zu unterstützen und Wahlkampfgelder zu sammeln. Darüber hinaus erhielt sie im Mai 2016 eine offizielle Unterstützungserklärung (sogenanntes Endorsement) von Gouverneur Brown, der in Kalifornien als äußerst populär galt. Später sprachen sich auch US-Präsident Barack Obama und Vizepräsident Joe Biden für sie aus.
Bei den Vorwahlen im Juni 2016 setzte sich Harris mit mehr als 40 Prozent der Stimmen durch. Seit 2012 wendet Kalifornien mit Ausnahme des Präsidenten für sämtliche Wahlämter keine Vorwahlen nach Partei mehr an: Im Rahmen einer einzigen Vorwahl wird über alle Kandidaten abgestimmt, unabhängig von deren Parteizugehörigkeit (so genannte non-partisan blanket primary). Bei der eigentlichen Wahl treten dann die beiden erfolgreichsten Kandidaten der Vorwahl gegeneinander an, während die übrigen Bewerber ausgeschieden sind.
Da im Zuge dieser Vorwahl die demokratische Kongressabgeordnete Loretta Sanchez mit rund 16 Prozent den zweiten Rang belegte und damit alle kandidierenden Republikaner hinter sich ließ, trafen bei der eigentlichen Senatswahl im November 2016 mit Harris und Sanchez erstmals zwei Demokratinnen aufeinander. Harris wurde dabei dem progressiven Flügel der Demokraten zugerechnet, während ihre Gegnerin eher als eine Vertreterin der politischen Mitte angesehen wurde. Umfragen sahen Harris während der gesamten Kampagne klar in Führung. Bei der Wahl im November konnte sie ihre Kontrahentin Loretta Sanchez mit 62,37 % der abgegebenen Stimmen schlagen.

### Senatorin für Kalifornien

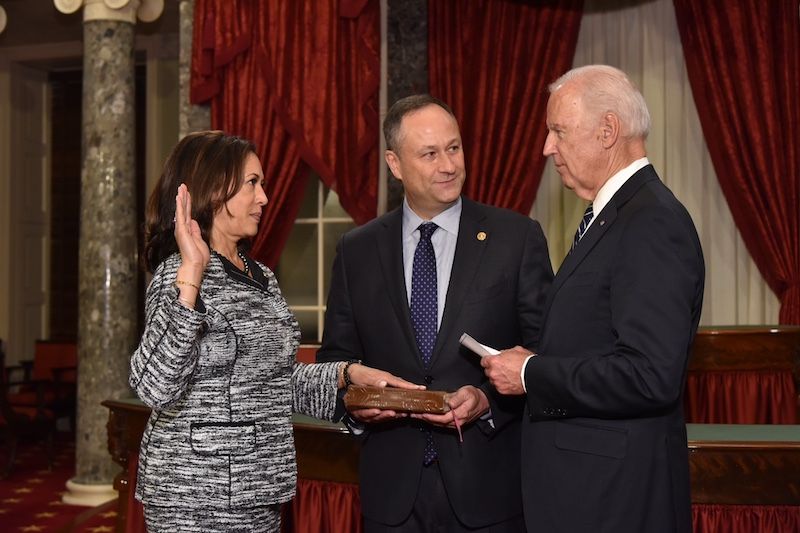
Harris im Jahr 2017, bei ihrer Vereidigung als Senatorin für Kalifornien durch den Vizepräsidenten Joe Biden. In der Mitte ihr Ehemann Douglas Emhoff.

Am 3. Januar 2017 wurde Harris bei der Konstituierung des neuen Kongresses zur neuen Senatorin vereidigt. Sie war nach ihrem Amtsantritt erst die zweite Afroamerikanerin sowie die erste Person mit indischen Wurzeln im US-Senat. Zudem war sie bei der Vereidigung eine von drei Afroamerikanern im Senat, gemeinsam mit ihrem Parteikollegen Cory Booker aus New Jersey und dem Republikaner Tim Scott aus South Carolina. Im Senat gehörte Harris den Ausschüssen für Haushalt (Budget), Umwelt (Environment and Public Works), Heimatschutz (Homeland Security) und Geheimdienste (Intelligence) an. Bis auf wenige Ausnahmen stimmte sie im Senat mit der Fraktionsmehrheit, wie im Caucus der demokratischen Senatoren festgelegt. Gegen die Parteilinie lehnte sie mit sechs weiteren Demokraten das United States-Mexico-Canada Agreement (USMCA) ab, ein Freihandelsabkommen mit Kanada und Mexiko, das das Nordamerikanische Freihandelsabkommen (NAFTA) von 1994 ersetzte.
Unmittelbar nach der Wahl kündigte Harris an, sich an die Spitze der Opposition gegen die Einwanderungspolitik des neu gewählten US-Präsidenten Donald Trump stellen zu wollen. Sie kritisierte die von Trump Ende Januar 2017 erlassene Executive Order 13769 (Einreiseverbot von Personen aus bestimmten muslimisch geprägten Ländern) scharf und nannte sie unvereinbar mit amerikanischen Werten. Sie war Anfang 2017 eine der Rednerinnen beim Women’s March on Washington.
Harris stellte im Juni 2017 als Mitglied im United States Senate Select Committee on Intelligence („Sonderausschuss für Geheimdienste des Senats der Vereinigten Staaten“) dem damaligen stellvertretenden Justizminister Rod Rosenstein Fragen bezüglich Trumps Entlassung von FBI-Direktor James Comey. Dieser Kongressausschuss behandelte die von Robert Mueller geleitete Sonderermittlung zur Beeinflussung des Wahlkampfs in den Vereinigten Staaten 2016. Die republikanischen Senatoren Richard Burr und John McCain unterbrachen Harris und baten sie, ihre Fragen höflicher zu stellen. Daraufhin meldeten sich demokratische Senatskollegen zu Wort und äußerten, bei eigenen Fragen ähnlicher Qualität nicht unterbrochen worden zu sein. Einige Demokraten warfen dem Ausschussvorsitzenden Richard Burr Sexismus vor, nachdem er Harris einige Tage später erneut unterbrochen hatte, während sie den damaligen Justizminister Jeff Sessions befragte. Die TV-Übertragung der Senatsanhörung sorgte dafür, dass Harris erstmals einer breiten Öffentlichkeit bekannt wurde.
Im August 2017 kündigte Harris an, einen Gesetzentwurf ihres Kollegen Bernie Sanders zu unterstützen, der eine allgemeine staatliche Krankenversicherung vorsieht. Angesichts der republikanischen Kongressmehrheit war dies ein eher symbolischer Akt. Harris stimmte zudem, wie alle ihre demokratischen Kollegen, gegen die von Präsident Trump forcierte Abschaffung von Obamacare, die letztlich an einer Gruppe republikanischer Abweichler im Senat scheiterte. Im Mai 2019 wich der Justizminister und Trump-Vertraute William Barr ihren Fragen zum Abschlussbericht des Sonderermittlers Mueller aus; Harris legte Barr anschließend den Rücktritt nahe.
Durch den Amtsantritt als Vizepräsidentin der Vereinigten Staaten musste sie bis zum 20. Januar 2021 aus dem Senat der Vereinigten Staaten ausscheiden. Daher trat sie am 18. Januar 2021 offiziell als Senatorin zurück.

### Präsidentschafts- und Vizepräsidentschaftskandidatur 2020
Im Vorfeld der Midterm-Wahlen 2018 absolvierte Harris im gesamten Land Wahlkampfauftritte für demokratische Bewerber. In Kalifornien unterstützte sie vor allem die erfolgreichen Kandidaturen von Gavin Newsom als Gouverneur und Eleni Kounalakis als Vizegouverneurin.
Seit ihrer Wahl in den Senat war Harris von einigen US-Medien immer wieder als potenzielle Präsidentschaftskandidatin ins Spiel gebracht worden. Am 21. Januar 2019, dem Martin Luther King Day, gab sie bei einem Interview auf ABC News ihre Kandidatur für die demokratische Nominierung zur Präsidentschaftswahl 2020 bekannt. Laut der Kommunikationswissenschaftlerin Nicola D. Gutgold entschied sich Harris bewusst für dieses Datum, um ihre Bewerbung bekannt zu geben und mit den Werten zu verknüpfen, für die Martin Luther King gekämpft hatte. Wenige Tage später absolvierte sie ihren ersten Wahlkampfauftritt vor 20.000 Anhängern in Oakland. Ihre Rede wies Reminiszenzen zur bekannten Keynote Obamas auf der Democratic National Convention von 2004 auf. Der Wahlkampfslogan ihrer Kampagne lautete Kamala Harris for the People („Kamala Harris für das Volk“). Binnen 24 Stunden nach ihrer Ankündigung auf ABC erhielt ihre Kampagne 1,5 Millionen US-Dollar an Kleinspenden durch Privatpersonen. Diesen Rekordwert hatte bis dahin nur Bernie Sanders während seiner Kandidatur im Jahr 2016 erreicht. Harris verzichtete auf Wahlkampfspenden von Interessengruppen durch sogenannte Political Action Committees (PAC). In den Wochen nach ihrer Ankündigung blieb Harris bei den Umfragewerten in der Spitzengruppe der demokratischen Kandidaten, auch wenn sie im Februar in einem Interview einräumte, in der Vergangenheit Marihuana konsumiert zu haben.
In der ersten TV-Debatte der demokratischen Präsidentschaftskandidaten im Juni 2019 griff Harris den früheren Vizepräsidenten und Konkurrenten Joe Biden wegen dessen Haltung zur Rassentrennung an. Sie warf ihm vor, in den 1970er Jahren ein Gegner des Busing-Programms gewesen zu sein, bei dem mit dem Transport von Schülern in andere Stadtteile die Desegregation gefördert werden sollte. Nach der Debatte erhöhte sich ihre Bekanntheit in der Bevölkerung erheblich, und ihre Umfragewerte stiegen. Trotz des vielversprechenden Anfangs ihrer Kandidatur musste sie zwei Monate vor Beginn der eigentlichen Präsidentschaftsvorwahl in den Vereinigten Staaten wegen Geldmangel aus dem Rennen ausscheiden. Anfang Dezember 2019 erklärte sie, dass sie ihre Präsidentschaftskandidatur nach niedrigen Umfragewerten aufgebe. Über ihre Wahlkampagne veröffentlichte sie 2019 das Buch The Truths We Hold: An American Journey.
Im März 2020 sprach sie sich öffentlich für Präsidentschaftskandidat Biden aus. Am 11. August 2020 erklärte Biden sie offiziell zu seiner Vizepräsidentschaftskandidatin. Obwohl Harris bei den Primarys mit Kritik an Biden nicht gespart hatte, nominierte er sie, weil er sich von ihrer Courage und klaren Argumentationsweise beeindruckt zeigte. Außerdem wollte Biden eine Frau als Running Mate.

### Vizepräsidentin der Vereinigten Staaten
Kamala Harris wurde am 20. Januar 2021 als Vizepräsidentin der Vereinigten Staaten vereidigt. Sie wurde als erste Frau in dieses Amt eingeführt, das zum 49. Mal besetzt wurde. Außerdem ist sie die erste Afroamerikanerin und indische Amerikanerin in dieser Position. Auf ihren Wunsch hin nahm ihr die Richterin am Obersten Gerichtshof, Sonia Sotomayor, den Eid ab.
Harris’ erste Amtshandlung war die Vereidigung der beiden Senatoren aus Georgia, Raphael Warnock und Jon Ossoff, sowie ihres Nachfolgers im Senat Alex Padilla als Vertreter Kaliforniens im Plenum der Kammer. Als Vizepräsidentin der USA hat sie den Vorsitz des Senats. In dieser sonst eher zeremoniellen Funktion spielt sie im 117. Kongress eine Schlüsselrolle: Aufgrund der Sitzverteilung von je 50 Demokraten und Republikanern kommt ihr im Falle eines Abstimmungspatts die entscheidende Stichstimme zu. Außerdem gelten die Demokraten dadurch als Mehrheitspartei, deren Fraktionsführer, Chuck Schumer, die Agenda der Kammer bestimmt.
Im März 2021 übertrug Präsident Biden Harris die Aufgabe, diplomatische Bemühungen mit Mittelamerika zu koordinieren, um die drastisch angestiegenen Migrationsbewegungen von Lateinamerika nach Nordamerika und illegalen Übertritte der Grenze zwischen den Vereinigten Staaten und Mexiko einzudämmen. Am 19. November 2021 erhielt sie für 85 Minuten die Befugnisse des Präsidenten der Vereinigten Staaten, Joe Biden, als dieser sich einer Koloskopie unterzog. Sie wurde damit zur ersten Frau, die die Präsidentschaftsmacht besaß.
Nach schlechten Umfragewerten baute sie im November 2021 ihren Personalstab um. Umfragen im Verlauf des Jahres 2021 zeigten Harris als bisher unbeliebteste Person in dieser Position (bis dato war dies Dick Cheney gewesen).

### Präsidentschaftskandidatur 2024

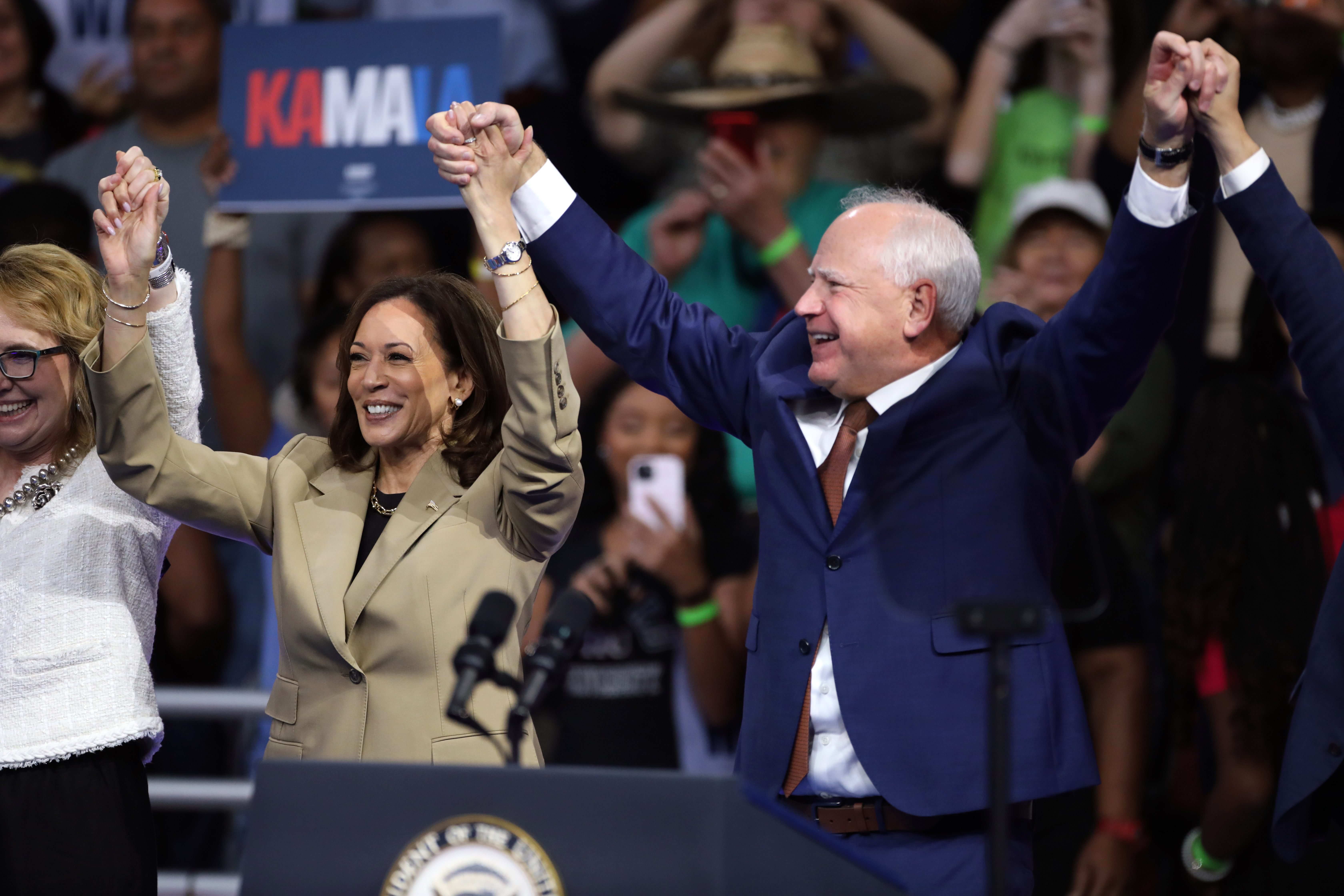
Harris und ihr Running-Mate Tim Walz bei einer Wahlkampfveranstaltung, 2024

Nach dem Rückzug von Joe Biden am 21. Juli als Bewerber schlug er sie als neue Kandidatin der Demokraten für die anstehende Präsidentschaftswahl im November 2024 vor. Am 2. August 2024 gab der Vorsitzende des Democratic National Committee, Jaime Harrison, bekannt, dass Harris bei einer Online-Abstimmung die zur Kandidatenaufstellung notwendige Zahl von 2350 Delegierten erreicht hat. Als Running Mate für das Vizepräsidentenamt bestimmte sie am 6. August 2024 den Gouverneur von Minnesota, Tim Walz. Nominell wurde die Aufstellung von Harris und Walz bei dem Nominierungsparteitag der Demokraten am 23. August bestätigt.
Am 16. Oktober 2024, während des Wahlkampfs um die Präsidentschaft, nutzte Harris im Rahmen eines Interviews auf dem umstrittenen Nachrichtensender Fox News, der den Republikanern nahesteht, die Gelegenheit, ihre politische Position deutlich zu machen. „Anchorman“ Bret Baier, der das Interview äußerst konfrontativ gestaltete und es zu einer teilweise hitzigen Debatte umformte, stellte unter anderem Fragen nach illegaler Zuwanderung, Transgender-Gesundheitsversorgung für Strafgefangene und Steuerentlastungen.
Beim wichtigen Thema der Bedrohung für die amerikanische Demokratie korrigierte Harris den Fragesteller und erklärte außerdem, dass ihre Präsidentschaft keine Fortsetzung der Präsidentschaft von Joe Biden sein werde. Sie stehe für eine neue Generation und werde ihre eigenen Ideen und Erfahrungen mit ins Amt bringen. Damit habe sie klargemacht, sie wolle „nicht eine Neuauflage von Donald Trump, nicht die Weiterführung von Joe Biden, sondern etwas Neues“, so der Washingtoner ZDF-Korrespondent Theveßen.
Auf ihren Wahlkampfveranstaltungen wurde Harris von bekannten Musikern wie Beyoncé, Eminem, Megan Thee Stallion, Cardi B, Jennifer Lopez, Bruce Springsteen, oder Willie Nelson unterstützt. Schauspieler und Filmschaffende wie Julia Roberts, Leonardo DiCaprio, Sarah Jessica Parker, Whoopi Goldberg, George Clooney, Barbra Streisand, Jamie Lee Curtis, Jennifer Aniston, Robert De Niro, Mel Brooks, Ken Burns, Spike Lee, Jessica Alba und Steven Spielberg unterstützen Harris ebenfalls.
Bei der Wahl am 5. November 2024 unterlag sie Trump. Sie erhielt weniger Stimmen für das wahlentscheidende Electoral College, aber auch weniger Wählerstimmen insgesamt, anders als Hillary Clinton 2016.

### Nach der Vizepräsidentschaft
Nach dem Ende ihrer Amtszeit am 20. Januar 2025 kehrte Harris mit ihrem Ehemann nach Los Angeles zurück. Sie beteiligte sich unter anderem an humanitären Hilfsaktionen für Opfer der Palisades-Feuer.
Im März 2025 entzog Präsident Trump ihr, Biden und weiteren politischen Gegnern wichtige Zugangsrechte (Sicherheitsfreigabe), die ehemalige Präsidenten, Vizepräsidenten und hohe Amtsträger sonst traditionell erhielten bzw. weiter innehatten.
Kamala Harris wurde als wahrscheinliche und aussichtsreiche Kandidatin für die Gouverneurswahlen in Kalifornien 2026 gehandelt, gab jedoch am 30. Juli 2025 ihre Entscheidung bekannt, nicht kandidieren zu wollen.
Am 23. September 2025 wird ihr Buch 107 Days bei Simon & Schuster erscheinen; darin reflektiert sie über ihren (107-tägigen) Präsidentschaftswahlkampf 2024 und gibt dazu persönliche Einblicke.

### Privatleben

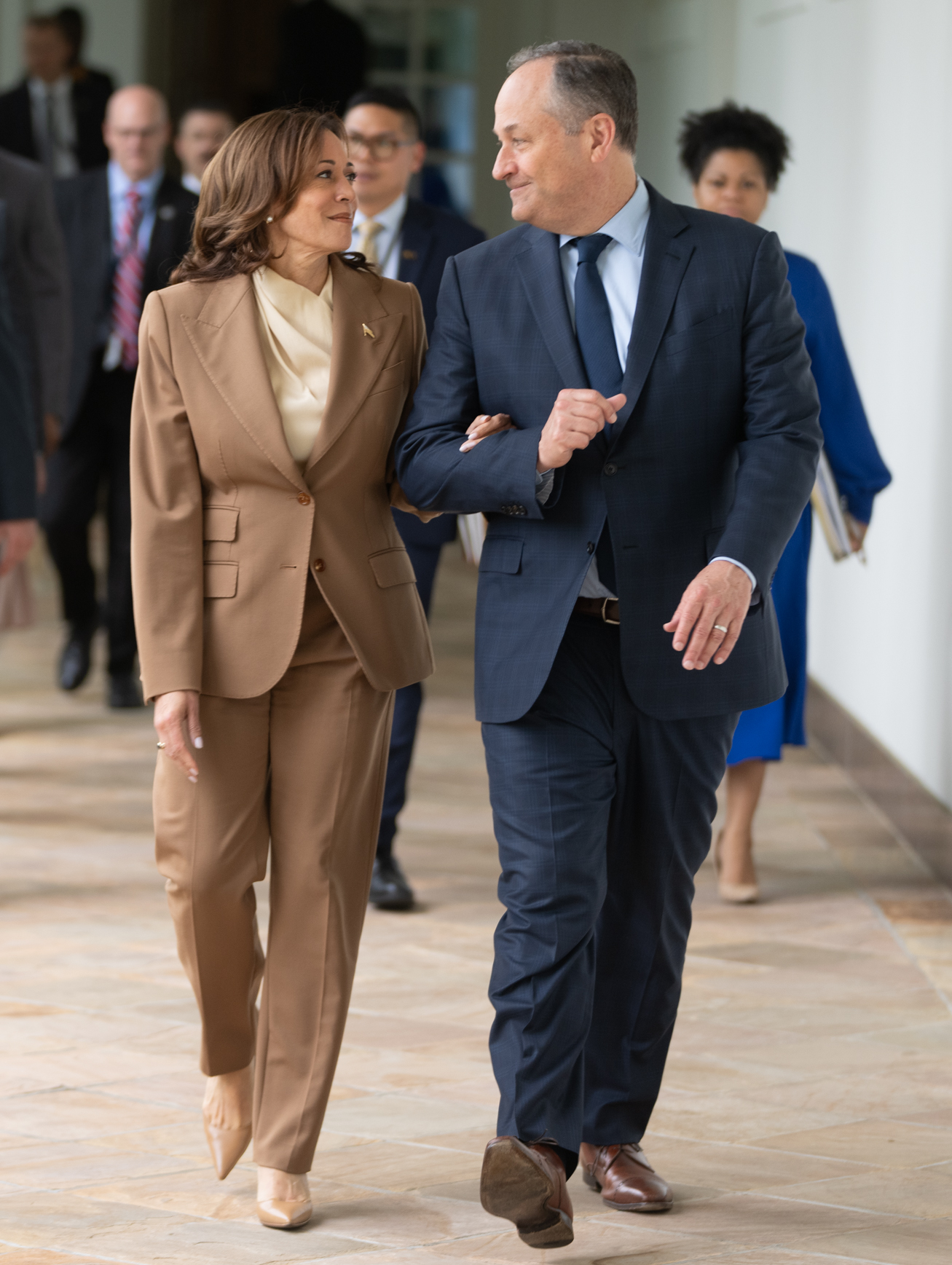
Vizepräsidentin Harris und ihr Ehemann, Second Gentleman Douglas Emhoff, 2024

Harris ist Baptistin und Mitglied der Third Baptist Church of San Francisco, die zu den American Baptist Churches USA gehört.
In den 1990er-Jahren war Harris mit dem Politiker Willie Brown liiert, der 1996 erster afroamerikanischer Bürgermeister von San Francisco wurde. Sie ist seit dem 22. August 2014 mit dem jüdischen Rechtsanwalt Douglas Emhoff verheiratet, der zwei Kinder im Teenageralter aus einer früheren Beziehung mit in die Ehe brachte. Ihre Schwester, die Politikberaterin Maya Harris, leitete ihren Wahlkampf als Präsidentschaftskandidatin 2019 und als Vizepräsidentschaftskandidatin 2020.

## Politische Positionen

### Klimapolitik
Harris setzte sich für den Green New Deal als Element zur Überwindung der Klimakrise ein und stellte diesen gemeinsam mit Alexandria Ocasio-Cortez vor. So sagte sie dazu: „Von Waldbränden im Westen über Hurrikane im Osten bis hin zu Überschwemmungen und Dürren im Kernland werden wir die Lüge nicht schlucken. Wir werden handeln, basierend auf wissenschaftlichen Fakten, nicht auf Science-Fiction.“ Bereits während ihrer Zeit in Kalifornien hatte sie sich für Klimagerechtigkeit und den Klimaschutz eingesetzt.
Als Senatorin forderte sie außerdem, das Fracking zu verbieten. 2024, wenige Wochen vor den US-Präsidentschaftswahlen, erklärte sie jedoch im TV-Duell mit Donald Trump, Fracking nicht verbieten zu wollen, und sagte, dass sie als Vizepräsidentin neue Pachtverträge für Fracking ermöglicht habe. Unter ihrer Vizepräsidentschaft habe es außerdem „die größte Steigerung der heimischen Ölproduktion in der Geschichte“ der USA gegeben. Als kalifornische Generalstaatsanwältin hatte Harris der Ölindustrie einst Millionenzahlungen aufgebürdet.

### Schwangerschaftsabbruch
Sie unterstützt die reproduktiven Rechte auf Empfängnisverhütung und Abtreibung und tritt für die gesetzliche Absicherung der Roe-v.-Wade-Entscheidung aus dem Jahr 1973 ein. Gegen den Widerstand Joe Bidens befürwortete sie die Finanzierung von Abtreibungen durch die staatliche Krankenversicherung Medicaid.
Ihre Kandidatur wurde von Pro-Choice-Organisationen wie EMILY’s List und NARAL unterstützt. Während ihrer Amtszeit als kalifornische Attorney General ließ sie es aber zu, dass ein von Presbyterianern mitgegründetes Hospital nach einer Partnerschaft mit der römisch-katholischen Kirche das Angebot von Abtreibungen strich. Pro-Choice-Organisationen kritisierten dies.

### Waffengesetze
Harris befürwortet regelmäßige Hintergrundüberprüfungen für alle Verkäufer von mehr als fünf Schusswaffen pro Jahr und den Lizenzentzug für Waffenhändler, die ein Gesetz gebrochen haben. Für den Fall ihrer Wahl zur amerikanischen Präsidentin hatte sie eine eigene Gesetzesinitiative angekündigt, falls der Kongress nicht 100 Tage nach der Wahl von sich aus aktiv werde. Sie gilt als Unterstützerin strenger Waffengesetze.

### Gesundheitspolitik
Harris unterstützte 2017 die unter Demokraten umstrittene Forderung nach „Medicare for all“ von Bernie Sanders und entwickelte später einen eigenen Plan, der eine Wahlmöglichkeit zwischen privater Vorsorge und Medicare vorsieht. Sie befürwortet Programme zur besseren Bekämpfung von Krankheiten bei Schwangerschaft und Geburt, die schwarze Mütter weit überdurchschnittlich betreffen.

### Einwanderungspolitik
Harris setzt sich für eine Wiederaufnahme des DACA-Programms für illegal migrierte Kinder und deren Einbürgerung ein. Sie nahm an Protesten gegen die Internierung von Migranten an der Grenze teil und stimmte als eine von drei demokratischen Senatoren gegen einen Kompromiss mit der Trump-Administration, der im Austausch mit der Einbürgerung von DACA-Teilnehmern die Bewilligung von Mitteln zur Grenzbefestigung in Milliardenhöhe vorsah. Als Vizepräsidentin gelang es ihr, Investitionen in Höhe von etwa fünf Milliarden US-Dollar nach El Salvador, Guatemala und Honduras zu leiten; diese drei Länder stellen die meisten illegalen Migranten in die USA.

### Innenpolitik
Harris setzt sich für die Abschaffung privater Haftanstalten und vorgeschriebener Mindeststrafen ein. Kritik an ihrer Amtsführung als kalifornische Attorney General wegen der dort überfüllten Gefängnisse beantwortete sie mit dem Hinweis auf ihren Erfolg bei der Bekämpfung des internationalen Drogen-, Waffen- und Menschenhandels. Nach der Tötung von George Floyd plädierte sie für eine Polizeireform. Sie setzt sich für die landesweite Legalisierung von Marihuana ein.
Sie unterstützt die Entkriminalisierung von Prostitution, verfolgte aber als kalifornische Staatsanwältin Frauen, die dieser in diesem Staat illegalen Tätigkeit verdeckt in Massagesalons, Stripclubs oder Autos nachgingen, und setzte die Schließung der Sex-Website Backpage.com durch.
Sie startete mit dem republikanischen Senator James Lankford 2018 eine der wenigen überparteilichen Initiativen zur besseren Sicherheit elektronischer Wahlsysteme.

### Außenpolitik
2019 befürwortete Harris das Nuklearabkommen mit dem Iran. 2024 nannte sie in einem Interview den Iran jedoch den gefährlichsten Gegner der USA, der niemals in den Besitz von Atomwaffen kommen dürfe. Sie betonte, an der Unterstützung der Ukraine nach dem russischen Überfall 2022 festhalten zu wollen, und machte dem republikanischen Präsidentschaftskandidaten Trump Vorwürfe wegen seiner Drohung, NATO-Mitgliedern, die nicht ausreichend zum Budget beitragen würden, die Unterstützung zu entziehen. Harris will die NATO stärken und ausweiten.
Im Geheimdienstausschuss des US-Senats, der die Einflussnahme Russlands auf den Präsidentschaftswahlkampf 2016 untersuchte, spielte sie eine wichtige Rolle. Sie plädiert dafür, China den Zugang zu Quanteninformatik zu erschweren. Beobachter hielten ihre mögliche Präsidentschaft für einen Generationenwechsel in der Außenpolitik.

### Sozialpolitik
Harris setzt sich für die Ausgabe von Geldmitteln in Höhe von monatlich 2000 US-Dollar an alle Amerikaner ein, um die durch die COVID-19-Pandemie geschädigte Wirtschaft des Landes anzukurbeln. Sie setzt sich für ein Verbot von Räumungen und Zwangsversteigerungen während der Dauer der Krankheit ein und befürwortet spezielle Hilfsprogramme für besonders betroffene Minderheiten.
Als Präsidentschaftskandidatin befürwortete Harris die Ausgabe von Steuergutschriften in Höhe von 3000 US-Dollar für Ledige und 6000 US-Dollar für Ehepaare unterhalb bestimmter Einkommensgrenzen. Das Programm sollte durch Streichung der von den Republikanern 2017 durchgesetzten Steuererleichterungen für Einkommen über 100.000 US-Dollar pro Jahr finanziert werden. Die Pläne anderer Demokraten sahen höhere steuerliche Belastungen für die oberen Einkommensgruppen vor. Harris distanziert sich von den Vorschlägen Elizabeth Warrens zur Zerschlagung großer Technologiekonzerne und befürwortet stattdessen deren strengere Regulierung.
Während der Weltfinanzkrise setzte sie sich als kalifornische Attorney General für den Schutz von Hauseigentümern vor Zwangsversteigerungen ein und zog Kalifornien aus Gesprächen mit den größten amerikanischen Banken zu diesem Thema zurück. Zur schärferen Strafverfolgung von Verursachern der Krise sah sie sich nicht in der Lage. Sie setzt sich für eine Verlängerung der Child care auf sechs Monate und stärkere Förderung beruflicher Weiterbildung ein.
Laut der Website GovTrack gilt Harris als eine der Senatorinnen mit dem deutlichsten linksliberalen Abstimmungsverhalten; ihr teilweiser Widerruf ihrer eigenen Positionen und der Kontrast zu ihrer Amtsführung als kalifornische Attorney General beeinträchtigten ihre Präsidentschaftskampagne 2020.

## Trivia
Nach Harris wurde 2021 in Singapur eine Orchidee Papilionanda Kamala Harris benannt.

## Dokumentarfilme
- Kamala Harris – Eine amerikanische Karriere. 60 Min. Ein Film von David Thomson und Marjolaine Grappe. Frankreich 2022.[102]
- Kamala Harris – Die erste Frau im Weißen Haus? 45 Min. Ein Film von Elmar Theveßen und Steffanie Riess. Deutschland 2024.[103]
- Amerika hat die Wahl: Harris gegen Trump. 112 Min. Ein Film von Michael Kirk und Mike Wiser. USA 2024.[104]

## Veröffentlichungen
- The Truths We Hold: An American Journey. Thorndike Striving Reader, Large Print Edition 2020, ISBN 978-1-4328-8537-3.
  - Der Wahrheit verpflichtet. Meine Geschichte. Aus dem Englischen von Jürgen Neubauer, Siedler, München 2021, ISBN 3-8275-0153-9.
- Superheroes Are Everywhere. Philomel Books, Illustrated Edition 2019, ISBN 978-1-984837-49-3.
- Smart on Crime. Chronicle Books, 1. Edition 2009, ISBN 978-0-8118-6528-9.